# Tamanho do efeito
Em estatística, o tamanho do efeito mede a força da relação entre grupos diferentes ou a magnitude da diferença entre variáveis, possibilitando calcular a significância prática de um estudo. O tamanho do efeito pode se referir ao valor de estatísticas calculadas com base em uma amostragem de dados, ao valor de um parâmetro aplicado em uma amostra hipotética ou, ainda, à equação que operacionaliza o modo como as estatísticas ou parâmetros afetam o valor do tamanho do efeito.  Alguns exemplos de tamanhos do efeito são a correlação entre duas variáveis, o coeficiente de regressão em uma regressão, a diferença média ou a probabilidade de um evento específico (como, por exemplo, um ataque cardíaco) acontecer. Os tamanhos de efeito complementam os testes de hipóteses e desempenham um papel importante em testes de potência estatística, no planejamento do tamanho de uma amostra e em metanálises. O conjunto dos métodos de análise de dados relacionados a tamanhos de efeito é chamado de estatísticas de amostra.